# Polsat Play - Pętla z lat 2008 - 2009
Gufuvuvucugugycucyvycyvycyvyfy8cy8fy8fy9dy9x8tc9yxy9dy9dg9xt89xy